# Monarquismo no Brasil
O Monarquismo no Brasil é um conjunto de ideias, correntes e movimentos que visavam a manutenção do regime monárquico, bem como a sua restauração desde o Golpe Republicano, ocorrido em 15 de novembro de 1889, em versão constitucional e parlamentarista.
No período imperial, os principais partidos políticos defendiam a manutenção do regime monárquico como forma de se manter a unidade territorial. Em fins do século XIX e ao longo do século XX, alguns monarquistas iniciaram movimentos e revoltas com o intuito de restaurar a monarquia, sob a liderança dos herdeiros dos Bragança.

## Histórico

### Reino Unido de Portugal, Brasil e Algarve

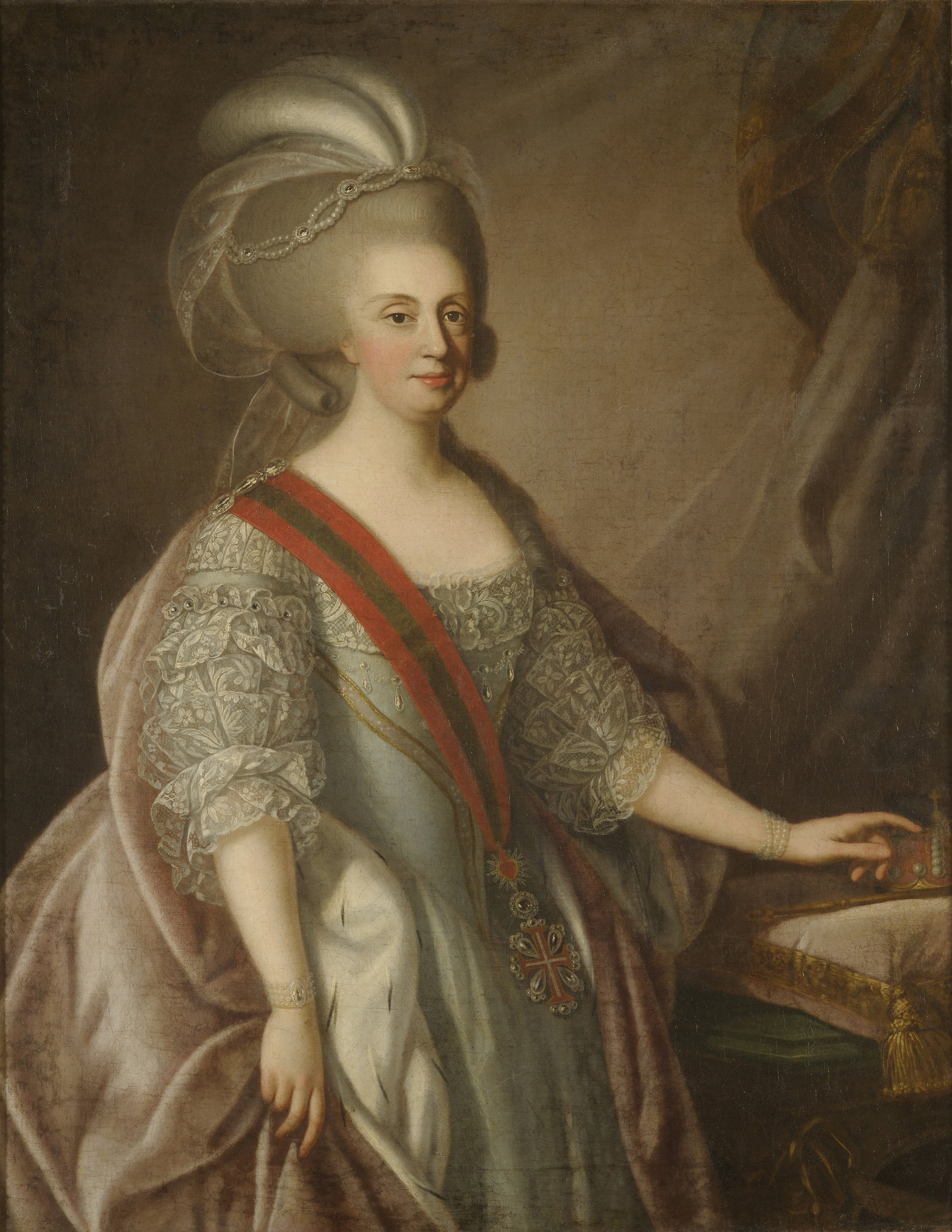
Maria I de Portugal, primeira monarca do Reino Unido de Portugal, Brasil e Algarve.

O Reino do Brasil foi criado em 16 de dezembro de 1815, quando o Príncipe João, Príncipe do Brasil, que atuava como regente de sua mãe doente, a Rainha Maria I, elevou a colônia ao status de reino, que juntamente com o Reino de Portugal e do Reino do Algarve, passaram a formar o Reino Unido de Portugal, Brasil e Algarve, com capital no Rio de Janeiro. Enquanto a Corte Real, ainda baseada no Rio de Janeiro, João VI ascendeu como Rei do Reino Unido em 1816, tendo retornado a Portugal em 1821, por exigência das Cortes Gerais e Extraordinárias da Nação Portuguesa. Pedro de Alcântara, Príncipe Real do Reino Unido, permanece como seu Regente no Reino do Brasil. Em setembro do mesmo ano, o Parlamento Português, ameaçou diminuir a autonomia do Brasil para que voltasse ao sua anterior condição de colônia, desmantelaram todas as Agências Reais no Rio de Janeiro, e exigiu que Pedro de Alcântara também retornasse para Lisboa.

### Império do Brasil
Uma das principais preocupações dos políticos monarquistas antes, durante e depois da independência do Brasil, era de que se deveria manter a união de todas as regiões que compunha a América portuguesa. Estes sabiam da importância de se manter um regime que lhes era conhecido, a monarquia, visto que este, no entendimento deles, seria a solução mais favorável entre os interesses da Inglaterra, a potência econômica e militar da época, e os dos grandes proprietários de terras e escravos, como também se apresentava como a forma política mais viável de se manter a unidade nacional.
Após a abdicação de Pedro I à coroa em 7 de abril de 1831, houve novamente a preocupação dos monarquistas quanto a continuidade do regime monárquico, uma vez que os republicanos e federalistas estavam se aproveitando deste período para instaurarem uma república no país. Uma regência foi instaurada no Brasil e os monarquistas logo se movimentaram para que a monarquia fosse restaurada, o que ocorreu em 24 de julho de 1840 quando o filho de Pedro I, Pedro II, ascendeu ao trono no episódio que ficou conhecido como a Declaração da Maioridade.
Durante o Segundo Reinado, dois partidos se alternavam no poder, ambos monárquicos: o Conservador, apelidado de saquarema e o Liberal, chamado de luzia. Os conservadores eram principalmente grandes latifundiários escravocratas e burocratas do Estado, que defendiam um governo centralizado e forte. Já os liberais compunham-se de camadas sociais semelhantes as de seus rivais, mas também de setores urbanos, como pequenos proprietários, jornalistas e advogados, que defendiam um governo descentralizado e com uma certa autonomia para as províncias, além do fortalecimento do parlamento em detrimento do Poder Moderador.

### Após a Proclamação da República

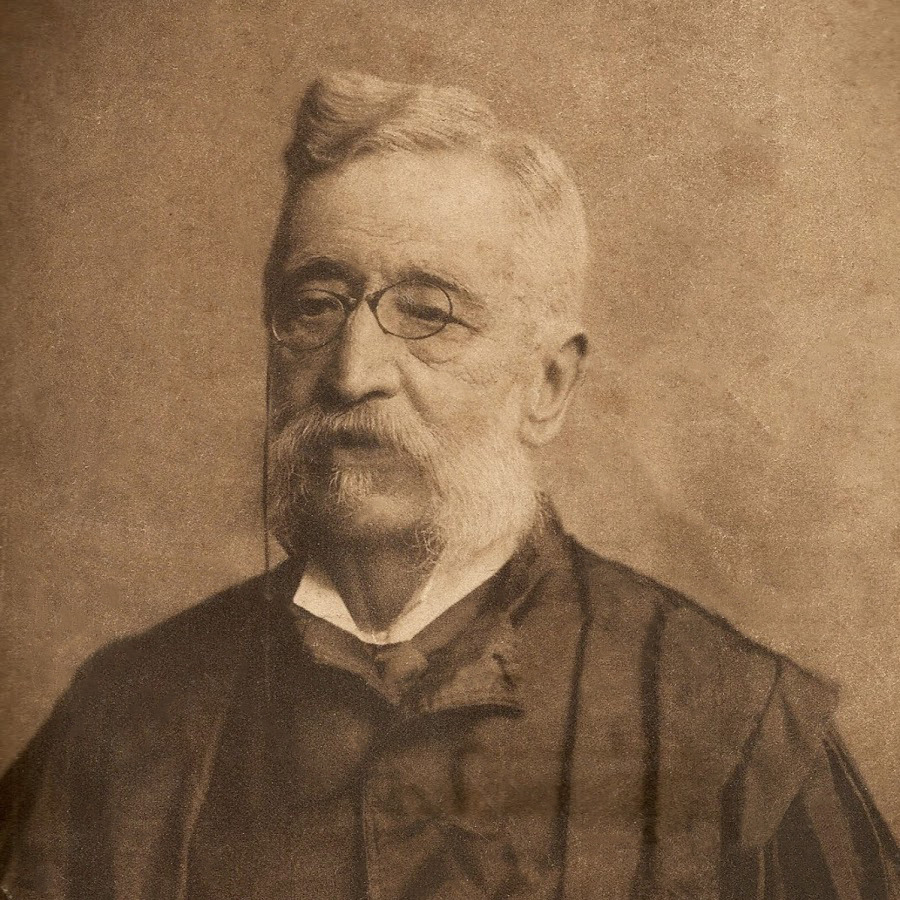
Visconde de Ouro Preto, um dos primeiros a organizar o movimento monarquista após a queda do Império

Logo após a proclamação da república, movimentos monárquicos e revoltas surgiram como consequência do fim do Império do Brasil e da expulsão da Família Imperial, que se exilou na França. De acordo com Afonso Celso, o Visconde de Ouro Preto, os "monarquistas convencidos" se manifestaram apenas após o término da monarquia, e que, durante o Império, não havia manifestações monarquistas.
No fim do século XIX a monarquia brasileira já dava claros indícios de que findaria. Com o aumento do poder dos militares e a incapacidade do regime de conciliar as velhas e as novas demandas o poder imperial já não tinha mais sustentação e não conseguia suprimir a crescente bandeira republicana. Mesmo após reformas políticas e sociais organizados por Pedro II com a nomeação do Visconde de Ouro Preto para chefiar o gabinete ministerial, em julho de 1889, os conservadores esboçaram críticas aos mesmos, levando logo em seguida a queda do Império.
Como em toda mudança ou transição houve dissensões, divergências, disputas no início do novo regime e, em seguida houve conciliação dos diferentes interesses das forças que o sustentavam. Os monarquistas aproveitaram as brechas destas mudanças iniciais, compondo elementos descontentes com os primeiros governos republicanos com o intuito de restaurar a monarquia.
No ano de 1890 foi criado o Diretório Monárquico do Brasil, no Rio de Janeiro, pelo Visconde de Ouro Preto com o intuito de organizar os monarquistas e se reportar diretamente a família imperial exilada.
Entre os anos 1891 e 1894 ocorreu a Revolta da Armada, um movimento de rebelião promovido por unidades da Marinha do Brasil contra o governo ditatorial de Floriano Peixoto, supostamente apoiado pela oposição monárquica à recente instalação da república. Fazia parte da Revolução Federalista, liderada pelo monarquista Gaspar da Silveira Martins, um dos últimos ministros do Império do Brasil e um insatisfeito com Deodoro da Fonseca.
Em 1895, é criada o Partido Monarquista de São Paulo, com liderança de Eduardo Prado e João Mendes de Almeida. Essa agremiação não perdurou, sendo banida no ano seguinte.
Em 1902, na cidade de Riberãozinho (atual Taquaritinga), ocorreu a Revolta de Riberãozinho, um movimento de monarquistas paulistas que tinha o objetivo de restaurar o antigo sistema de governo e coroar Luís de Orleans e Bragança. Com pouco apoio das cidades vizinhas, o levante popular fracassou.
Fundada em 1928, a Ação Imperial Patrianovista Brasileira, ou simplesmente patrianovismo, era uma organização monarquista que estava presente em vários estados brasileiros e que expressava as ideias nacionalistas e autoritárias do final da década de 1920 e início da década de 1930. Idealizado por Arlindo Veiga Dos Santos, teve como objetivo estabelecer uma nova monarquia no Brasil, baseada em uma filosofia política conservadora. O movimento estava ligado ao príncipe Pedro Henrique de Orléans e Bragança, então chefe da Casa Imperial do Brasil e herdeiro do trono, além de Plínio Salgado, líder e fundador da Ação Integralista Brasileira.

### Nova República
Em 1989, o Movimento Monárquico Imperial Brasileiro (MMIB) enviou um pedido de registro do Partido Monárquico Imperial Brasileiro (PMIB) ao Tribunal Superior Eleitoral, e anunciou a pré-candidatura de Anésio Lara Campos para a eleição presidencial daquele ano. Caso fosse eleito, Campos convocaria um colégio eleitoral para a escolha de um monarca. No entanto, a criação do PMIB foi frustrada pelo indeferimento do pedido.
Em 1993 ocorreu um plebiscito para o povo brasileiro decidir democraticamente qual seria a forma de governo que o Brasil deveria seguir, podendo escolher no plebiscito entre a república ou monarquia e se o sistema de governo deveria ser presidencialista ou parlamentarista. Na eleição apenas 10,25% do eleitorado brasileiro escolheram a monarquia, enquanto a maioria dos eleitores brasileiros escolheram a república como forma de governo, totalizando 66,26% dos votos, já os votos em branco sobre a forma de governo ser república ou monarquia totalizaram 10,29%, enquanto nulos totalizaram 13,20%, sendo ambos resultados maiores que a porcentagem obtida pela monarquia. Ainda no plebiscito após escolher a forma de governo, a escolha seguinte era a de votar qual seria o sistema de governo, cuja maioria dos eleitores escolheu o sistema presidencialista totalizando 55,67% dos votos, enquanto o sistema parlamentarista obteve apenas 24,91% dos votos, já nos votos em branco e nulos sobre o sistema de governo ser presidencialista ou parlamentarista, os votos em branco obtiveram um total de 4,85% enquanto nulos 14,58%. Com o resultado do plebiscito, foi estabelecido que o Brasil seria uma república com sistema presidencialista, assim acatando a vontade popular.
Em 2011, existiam no Brasil quatro partidos políticos defendendo o regresso da monarquia procurando o registro oficial: O Partido da Real Democracia Parlamentar (RDP), o Partido Monárquico Parlamentarista Brasileiro (PMPB), o Partido do Movimento Monarquista do Brasil (PMMB) e o Partido da Construção Imperial (PCI). Todos se alinham com a Casa Imperial do Brasil, entidade sem fins lucrativos dirigida por Bertrand de Orléans e Bragança, com o objetivo de "coordenar as atividades relacionadas à causa da restauração do regime imperial do Brasil, a preservação de nossa história, valores e tradições".
Os quatro partidos defendiam um sistema de monarquia parlamentarista. Em 2011, encontravam-se em fase de coleta de assinaturas, necessitando um total de cerca de quinhentas mil entre o eleitorado nacional, de acordo com a legislação brasileira, sem as quais estes não têm existência formal perante o Tribunal Superior Eleitoral. Segundo o Partido da Real Democracia Parlamentar, a formação dos quatro partidos pretendia "atender o grande número dos pedidos para dirigir os diretórios estaduais e municipais", almejando também uma futura coligação entre os quatro movimentos.
Em maio de 2016, o Partido da Real Democracia Parlamentar (RDP) estava com o processo de formação quase concluído, aguardando ainda a finalização do processo de recolha de assinaturas. É presidido pelo Comendador Antônyo da Cruz, apoiando um parlamentarismo puro, com um chefe de Estado hereditário, proveniente tanto da Casa Imperial, como de uma nova dinastia. Em 2018 o PSL era o único partido político do Brasil que possuía uma ala monarquista expressiva, liderada por Luiz Philippe de Orléans e Bragança, que defende a restauração da monarquia por meio de um plebiscito.
Em meio à crise política no país, que se instaurou desde 2014, movimentos de minorias afloraram principalmente nos meios sociais de comunicação. Os movimentos pró-monarquia também tiveram participações em vários protestos pró-impeachment de Dilma Rousseff. Existem diversos grupos pró-monarquia espalhados pelo país que realizam reuniões e manifestações públicas em diversas cidades. Dentre eles, destacam-se os grupos Movimento de Restauração da Monarquia no Brasil, Pró Monarquia, Monarquia Brasil e o Instituto Monárquico Brasileiro por terem, em 2017, por volta de 45 mil, 65 mil, 35 mil e 14 mil seguidores no Facebook, respectivamente.

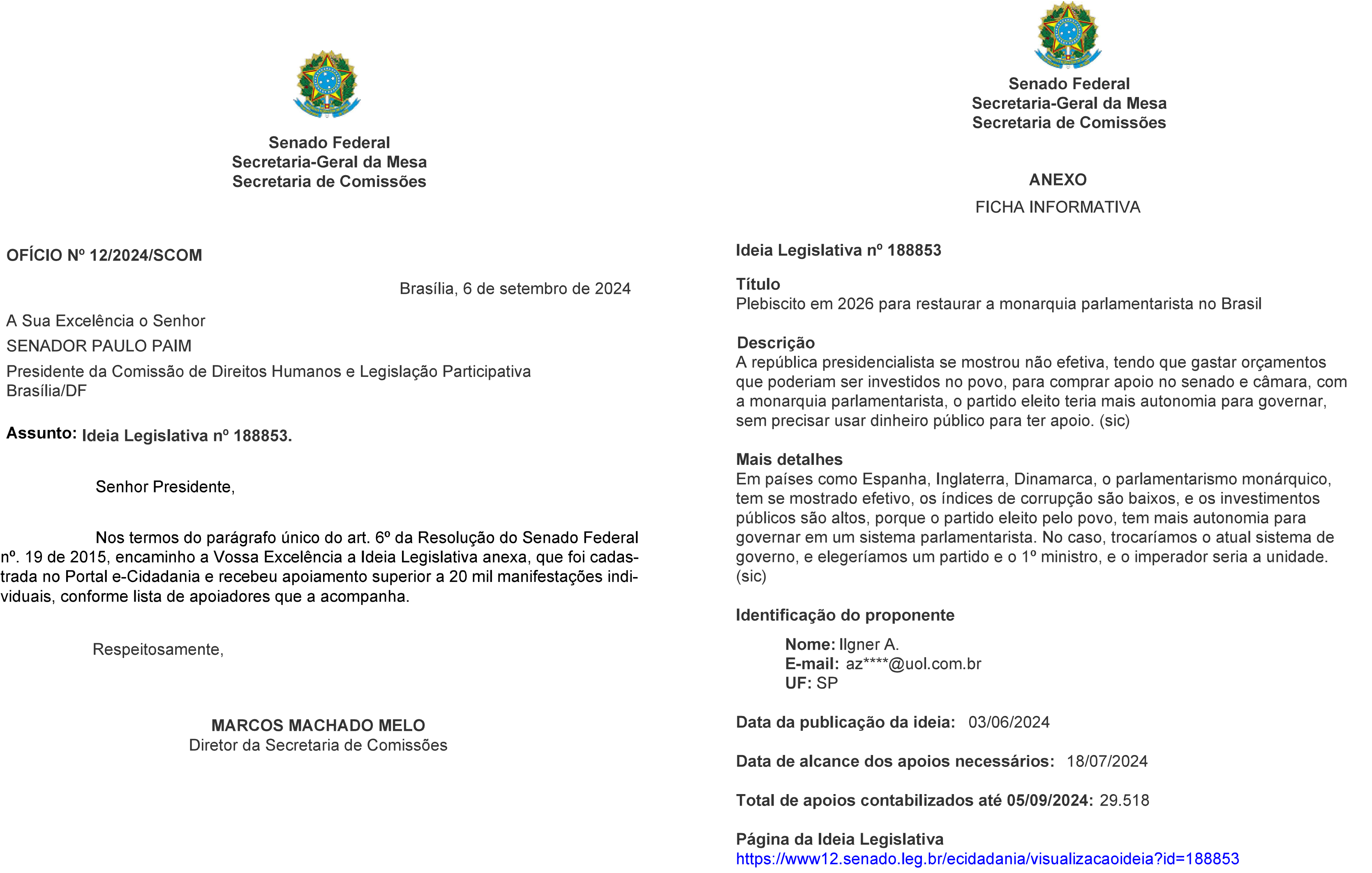
Documento da ideia legislativa nº 188853, de 2024, que solicita ao poder legislativo a realização de plebiscito em 2026 para restaurar a monarquia parlamentarista no Brasil.

Uma proposta de referendo pela restauração da monarquia, a Sugestão Legislativa 18/2017 (SUG 18/2017), foi feita na Comissão de Direitos Humanos e Legislação Participativa do Senado. Esta em específico tinha, até a manhã de 20 de julho de 2017, 26 099 votos favoráveis contra apenas 3 364 contrários, sendo arquivada em 04 de dezembro de 2019. Antes de seu arquivamento, a SUG 18/2017 contou com duas moções de apoio, uma oriunda da Assembleia Legislativa de Rondônia e outra, de Minas Gerais.

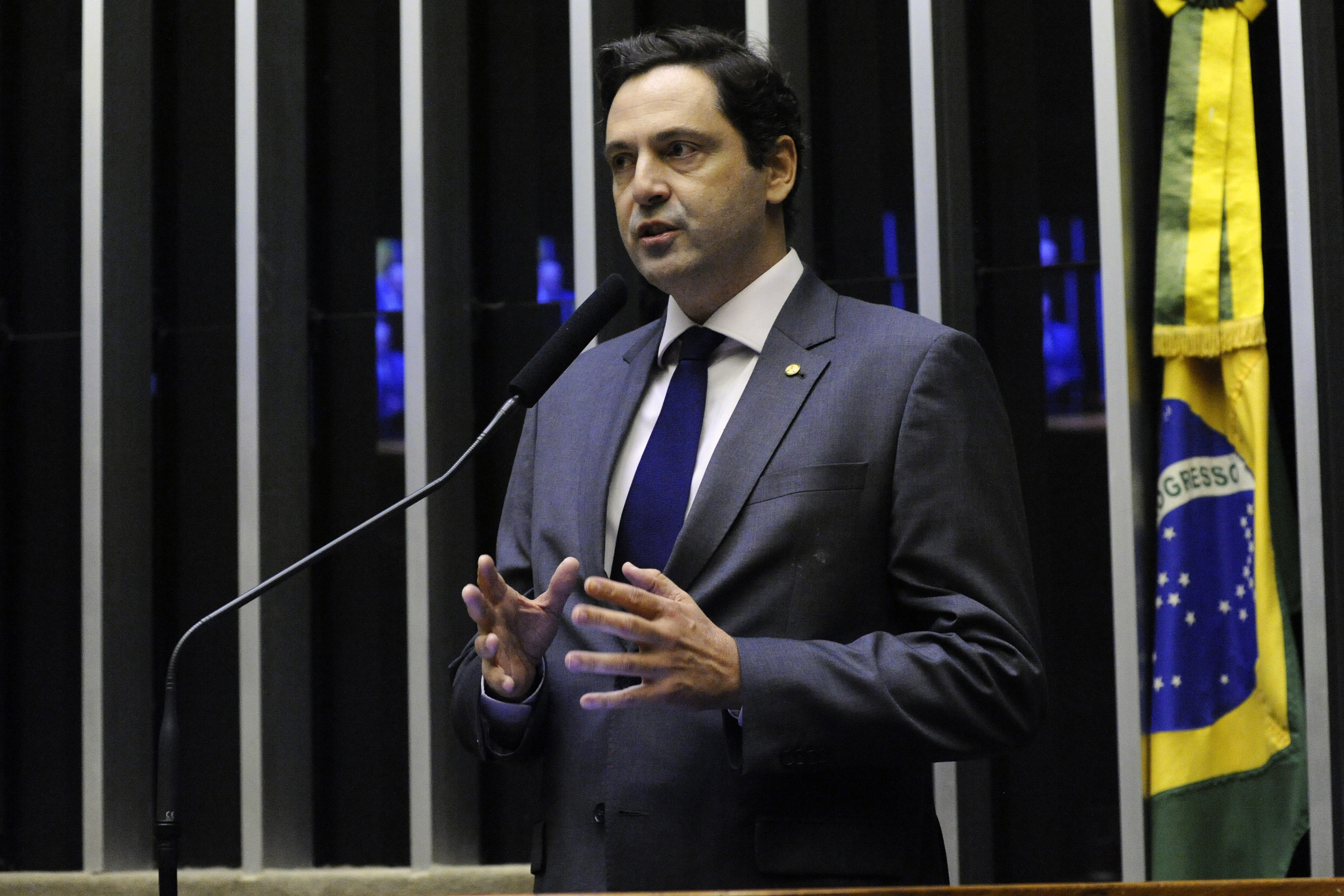
Luiz Philippe de Orléans e Bragança discursando na Câmara dos Deputados. Março de 2019.

Cerca de 130 anos depois da proclamação da república um membro da família imperial brasileira voltou a ter poderes políticos de relevância quando o tetraneto do imperador Pedro II, Luiz Philippe de Orléans e Bragança foi eleito deputado federal pelo estado de São Paulo nas eleições de 2018.

## Base ideológica

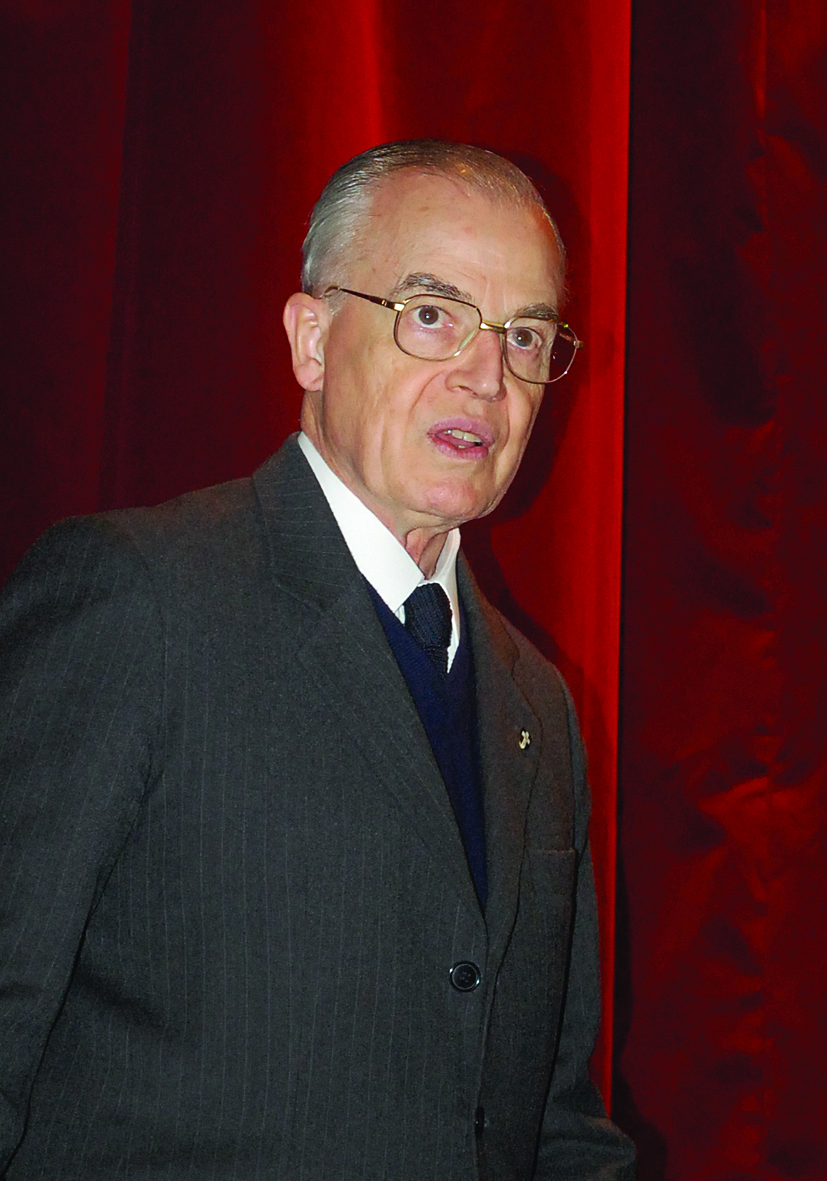
Bertrand de Orléans e Bragança, ativista monarquista e pretendente ao extinto trono imperial.

Os casos de corrupção envolvendo o alto escalão do governo brasileiro são uma das razões para o surgimento de movimentos monárquicos ao país. Certo grupo, composto por 15 jovens da cidade de Taubaté, interior paulista, argumentou: “Queremos a mudança cultural e governamental no Brasil. A família Orleans Bragança está na linha sucessória da família de Pedro II, último monarca a governar no Brasil e iríamos eleger um primeiro-ministro. O povo continua votando, iria continuar cidadania e democracia, já que o ministro seria eleito pelo povo”, e além do poder moderador exercido pelo imperador, que teria o poder de dissolver o parlamento em caso de necessidade.
É possível considerar que a proclamação da república foi ilegítima, pois não houve apoio popular. Entende-se que um sistema político sem legitimidade resulta em desordem e ainda que o processo tivesse a bandeira da democracia, houve ausência do povo. Sem aclamação popular, o movimento se desenrolou como golpe e mesmo 128 anos depois é possível discutir tal processo, segundo o historiador José Murilo de Carvalho. Há uma certa "memória genética" sobre o período imperial que faz como que o povo sinta saudade daquele período, afirma o ativista monarquista e pretendente ao trono Bertrand Maria José de Orléans e Bragança.
Na vigência da monarquia no país, o segundo reinado (1840–1889) foi o mais longevo e estável durante toda a história do Brasil, diferentemente do que acontecia com os países vizinhos com seus sucessivos golpes. Segundo o historiador Lyra o Brasil teve a sua melhor e mais plena estabilidade política e econômica, sendo a 4ª economia do mundo e o 9º maior império da história, mostrando um desenvolvimento expressivo em muito pouco tempo, crescendo economicamente em 8,81% ao ano.
O movimento monarquista propõe a restauração da monarquia vigente no Brasil Império, mas em modelo diferente daquele. O modelo proposto prevê a separação entre chefe de Estado (o monarca) e chefe de governo (um primeiro-ministro). Também incluem na proposta eleições parlamentares, espelhando-se nos regimes de países monárquicos como Reino Unido, Suécia e Japão.
Em meio à crise política no Brasil desde 2014, o movimento buscou se estabelecer como solução à crise sob a promessa de que o regime monárquico garantiria unidade, estabilidade e continuidade.

## Parlamentarismo
O presidente do Conselho de Ministros era o cargo para o dirigente do Poder Executivo no Brasil, no Segundo Reinado do Império do Brasil, de 1847 até 1889, quando aconteceu o golpe da proclamação da república brasileira. O Poder Executivo, que era exercido pelo Presidente do Conselho de Ministros, estava subordinado ao Poder Moderador, que era exercido pelo Imperador. O cargo equivale ao cargo de primeiro-ministro, tendo sido criado pelo decreto imperial n.º 523 de 20 de julho de 1847. O Presidente do Conselho de Ministros era um político nomeado pelo imperador de acordo com o resultado das eleições para a Câmara dos Deputados. O partido político que vencesse as eleições (Partido Liberal ou Partido Conservador) organizava o Gabinete de Ministros.
Foram 37 gabinetes no período de 1840 a 1889, sendo que só a partir do sexto gabinete, em 20 de julho de 1847, passou a existir o cargo de Presidente do Conselho de Ministros. De 1840 até 1847, era o próprio Imperador que presidia o Conselho de Ministros. Os gabinetes que existiram antes deste período não contavam com a figura do Presidente do Conselho de Ministros. O cargo de Presidente do Conselho de Ministros foi criado em 20 de julho de 1847 pelo decreto n. 523, sob a justificativa de dar às secretarias de Estado uma organização mais adaptada às condições do sistema representativo, cabendo ao órgão propor o regulamento a ser submetido à sanção imperial.
De acordo com a Constituição de 1824, em seu artigo 101, cabia ao imperador, no exercício do Poder Moderador, nomear todos os ministros do gabinete. A partir de 1847, o soberano passava a designar somente o presidente do Conselho de Ministros, que deveria organizar o seu gabinete. Na prática, esta foi a grande mudança ocorrida após a criação do cargo de presidente; a transferência da prerrogativa do imperador de nomear e demitir livremente os ministros de Estado para as mãos de um dos ministros, que seria o responsável pela convocação de outros nomes para compor o ministério.
Durante o Segundo Reinado a presidência do Conselho de Ministros foi ocupada por políticos vinculados ao Partido Liberal em 17 oportunidades, enquanto os políticos conservadores estiveram à frente por 15 vezes. Entretanto, quando observamos o tempo de permanência de cada um destes partidos à frente do órgão, este aparente equilíbrio é rompido, ficando os Conservadores à frente do governo por um total de 27 anos, enquanto os Liberais estiveram no poder por apenas 15 anos e cinco meses, praticamente a metade do tempo.
Pedro II criou o cargo por meio do decreto aqui transcrito:
Cria um Presidente de Conselho de Ministros

Tomando em consideração a conveniência de dar ao Ministério uma organização mais adaptada às condições do sistema representativo; hei por bem criar um Presidente do Conselho dos Ministros; cumprindo ao dito Conselho organizar o seu regulamento, que será submetido à
 minha imperial aprovação.

Francisco de Paula Sousa e Melo, do meu Conselho de Estado, Ministro e Secretário de Estado dos Negócios do Império, o tenha assim entendido e faça executar.

Palácio do Rio de Janeiro, em 20 de julho de 1847, 26.º da Independência e do Império.

Com a rubrica de Sua Majestade o Imperador.

assinado: Francisco de Paula Sousa e Melo.— 

## Pretendentes ao trono extinto

Brasão da Casa de Orléans e Bragança, primeira na linha de sucessão ao trono.

Em uma hipotética restauração monárquica, o país passaria pela escolha de um monarca proveniente da antiga família reinante no Brasil, ou externo a ela. De fato, um dos partidos monarquistas em ascensão, o RDP, também apoia a ideia de uma nova dinastia.
De um lado, dentre o chamado Ramo de Vassouras, o primeiro na linha de sucessão ao trono seria Bertrand Maria de Orléans e Bragança, bisneto da princesa Isabel e trineto do último monarca do Brasil, Pedro II. Bertrand nasceu na cidade de Mandelieu, na França, no dia 2 de fevereiro de 1941, e conheceu o Brasil apenas no final da Segunda Guerra Mundial. Ele estudou direito na Universidade de São Paulo e vive na cidade de São Paulo. O segundo na linha de sucessão seria seu irmão, Antônio de Orleáns e Bragança, que faleceu em 2024, sendo o seu filho com Cristina, princesa de Ligne, Rafael de Orleáns e Bragança o atual sucessor de Bertrand.
Do outro lado, há o Ramo de Petrópolis cujo membros são descendentes do primogênito da princesa Isabel e do Conde d'Eu, Pedro de Alcântara de Orléans e Bragança. Em 1908, Pedro renunciou para si e seus descendentes o trono brasileiro para que ele pudesse se casar com a condessa Elisabeth de Dobrzenicz, visto que sua mãe a considerava de nobreza inferior e era contra o casamento. Tal renúncia é motivo de controvérsia entre os ramos parentes, Vassouras e Petrópolis. Um dos argumentos sobre o instrumento de renúncia ser válido é que fora assinado em cartório. Outros dizem que não era possível renunciar algo que não existia.
Existe ainda o ramo da família Saxe-Coburgo e Bragança, liderado por Carlos Tasso de Saxe-Coburgo e Bragança, austríaco radicado no Brasil. Ele é descendente da princesa Leopoldina, irmã da princesa Isabel.

## Críticas

Arte de Propaganda Monarquista Brasileira

O sistema monárquico é relacionado, segundo seus apoiadores, com o fim da corrupção onde é implantado. Porém o cientista político Fernando Schüler diz que o mesmo não faz qualquer sentido, sendo que na verdade depende mais do tipo de modelo institucional do que propriamente um sistema político. O parlamentarismo e a monarquia parlamentarista foram debatidos no plebiscito de 1993, no qual a maioria da população brasileira escolheu como forma de governo a república, sendo um tema considerado encerrado já que era uma reivindicação dos monarquistas que argumentavam que os brasileiros nunca foram ouvidos sobre que tipo de governo deveria vigorar no Brasil.
Segundo Maicon Tenfen, da revista Veja, o movimento restaurador serve apenas para mostrar que a república não é um bem em si, que possui falhas e que necessita de estrita observância. Ainda segundo ele um monarca despreparado poderia deflagrar crises institucionais incontroláveis e que, por isso, uma monarquia no Brasil teria um rei nada mais como um mero enfeite, tendo um papel simbólico na política.